# Ciulea
Ciulea – wieś w Rumunii, w okręgu Marusza, w gminie Pogăceaua. W 2011 roku liczyła 158 mieszkańców.